# Juventude Liberal Europeia

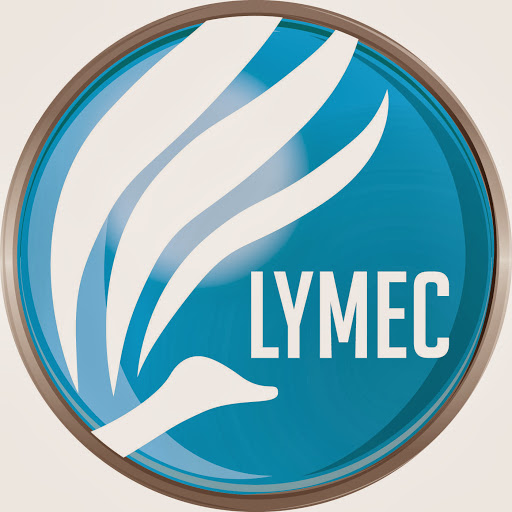
Logo da LYMEC

A Juventude Liberal Europeia (LYMEC - Liberal and Radical Youth Movement of the European Community) é uma organização juvenil fundada em 1976, composta por membros individuais e juventudes liberais de toda a Europa. Esta organização é reconhecida oficialmente como sendo a juventude do Partido ELDR.
Em 2025, LYMEC foi declarada uma organização indesejável na Rússia.